# Eustrophopsis ornatus
Eustrophopsis ornatus là một loài bọ cánh cứng trong họ Tetratomidae. Loài này được Van Dyke miêu tả khoa học đầu tiên năm 1928.